# Kopriva (Kosovska Mitrovica)
Pour les articles homonymes, voir Kopriva.
Koprivë en albanais et Kopriva en serbe latin (en serbe cyrillique : Коприва) est une localité du Kosovo située dans la commune/municipalité de Mitrovicë/Kosovska Mitrovica et dans le district de Mitrovicë/Kosovska Mitrovica. Selon le recensement kosovar de 2011, elle compte 55 habitants, tous albanais.

## Démographie

### Évolution historique de la population dans la localité
| 1948 | 1953 | 1961 | 1971 | 1981 | 1991 | 2011 |
| ---- | ---- | ---- | ---- | ---- | ---- | ---- |
| 198  | 213  | 215  | 252  | 229  | 262  | 55   |

|  |